# Ware Tier
Ware Tier ist ein Dokumentarfilm von ARD/NDR, der sich in drei Teilen sachlich mit der industriellen Geflügelhaltung, Rinderhaltung und Schweinehaltung in Deutschland auseinandersetzt. Autor der Produktionen ist der Journalist Christian Rohde.

## Handlung
Im ersten Teil werden Aufzucht, Sexen, Legebatterien, Hähnchenmäster und die maschinelle Weiterverarbeitung von Hühnereiern gezeigt. Bei der Schweinehaltung werden verschiedene Haltungsformen und der Preisdruck in der Fleischbranche thematisiert. In der Rinderhaltung wird auch die veterinärmedizinische Behandlung von Milchkühen mit verrutschten Mägen und Mastitis dokumentiert. Im Teil um Fisch wird die industrialisierte Herstellung auf einem Fabrikschiff und die Fischzucht in Aquakulturen aufgearbeitet.

### Hühner
Die heutige Geflügelproduktion ist hoch industrialisiert und wird mit Hochleistungstieren betrieben. Kurioserweise glaubt der Verbraucher dennoch an das Bild der bäuerlichen Idylle. Zudem werden radikale Tierschützer bei einer Tierbefreiung aus Legebatterien begleitet. Gezeigt werden auch die Dimensionen der verarbeitenden Industrie. Zudem werden aufgrund der hohen Legeleistung fast federlose Legehennen in Bodenhaltung gezeigt und das Kupieren von Schnäbeln zum Schutz vor Kannibalismus.

### Kühe und Schweine
Gezeigt wird die Schweinehaltung von Geburt bis zum Ende im automatisierten Schlachthof. Im Weiteren wird die Milchkuhhaltung in Mecklenburg-Vorpommern mit Kraftfutter und Melkkarussell gezeigt. Der sinkende Milchpreis und die hohe Milchleistung wird für Magenkrankheiten, Euterentzündungen sowie verkürzte Lebenszeit verantwortlich gemacht. Zudem werden auch einige schwarze Schafe der Viehhaltung gezeigt: Schweine eingesperrt im Dunkeln sowie Kühe, deren Euter auf dem Boden schleifen. Anschließend wird in modernen Molkereien gefilmt, die klinisch sauber, hocheffizient und vollautomatisiert produzieren und abpacken. Auch die Akkordarbeit von Schlachtern und Maschinen im Schlachthof wird gezeigt.

### Fisch
Anfangs werden Ostseefischkutter beim Fangen von Dorsch gezeigt. Aufgrund der Überfischung sind die Erträge jedoch niedrig und der Aufwand steigt. An manchen Tagen geht über 50 % als Beifang über Bord. Anschließend wird der Fischumschlag am Flughafen Frankfurt gezeigt, dessen Umschlag den Bremerhaven, Cuxhaven und Hamburg zusammen übersteigt. In Norwegen werden die Lachszucht in Aquakulturen mitsamt automatischer Fütterung gezeigt. Weitere Fischzuchtanlagen im offenen Meer vor der Küste New Hampshires werden gezeigt. Auch der Wandel der Thunfischjagd wird gezeigt: heute werden Jungtiere gefangen und in Käfigen an der Küste gemästet. Zudem wird die Produktion von Fischstäbchen auf einen Fabrikschiff gezeigt. Zum Schluss wird ein Fischer in der Bretagne begleitet, der Wolfsbarsch mit der Hand angelt und an Gourmetküchen verkauft.

## Auszeichnung
- 2007: Nominierung für den Grimme-Preis: Auf der Suche nach dem glücklichen Huhn[1]
- 2007: Christian Rohde erhielt den Axel-Springer-Preis für junge Journalisten, und zwar den 3. Preis in der Kategorie Prämierte Arbeiten Fernsehen für Ware Tier – Auf der Suche nach dem glücklichen Huhn[7][8]